# Gap (Franciaország)
Gap város Franciaország délkeleti részén, Provence-Alpes-Côte d’Azur régióban, Hautes-Alpes megye székhelye. Az Alpok, különösen a déli Alpok bejárata.

## Története
A településen vezet keresztül az N85-ös számú út, amely északra, Grenoble, délre a tengerpart, a provence-i Grasse felé vezet, ez a Route Napoléon, az az útvonal, amelyen 1815-ben Napóleon császár első száműzetéséből visszatért Párizsba. A császár itt is megszállt útközben.

## Demográfia

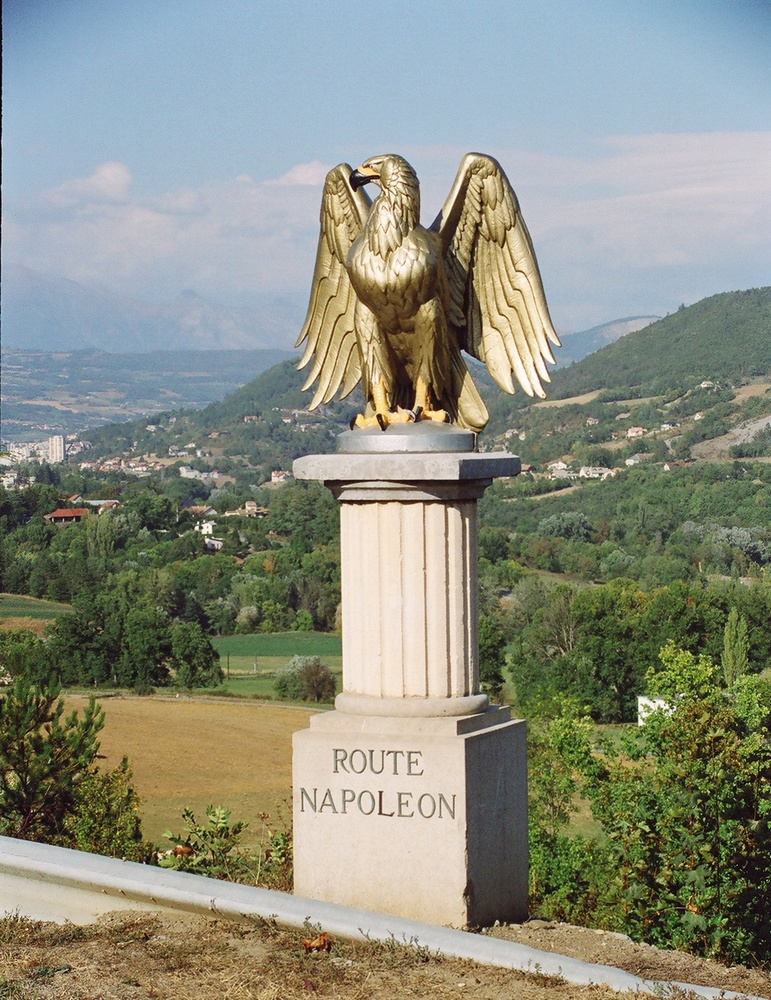
Emlékmű a Route Napoléon szélén

| Év   | Lakosság |
| ---- | -------- |
| 1793 | 6 014    |
| 1800 | 8 050    |
| 1806 | 8 891    |
| 1821 | 6 714    |
| 1831 | 7 215    |
| 1841 | 8 599    |
| 1846 | 8 724    |
| 1851 | 8 797    |
| 1856 | 8 912    |

| Év   | Lakosság |
| ---- | -------- |
| 1861 | 8 219    |
| 1866 | 8 165    |
| 1872 | 8 927    |
| 1876 | 9 294    |
| 1881 | 10 765   |
| 1886 | 11 621   |
| 1891 | 10 478   |
| 1896 | 11 376   |

| Év   | Lakosság |
| ---- | -------- |
| 1901 | 11 018   |
| 1906 | 10 823   |
| 1911 | 10 647   |
| 1921 | 9 859    |
| 1926 | 10 660   |
| 1931 | 11 717   |
| 1936 | 13 600   |
| 1946 | 16 371   |

| Év   | Lakosság |
| ---- | -------- |
| 1954 | 17 317   |
| 1962 | 20 953   |
| 1968 | 24 571   |
| 1975 | 28 233   |
| 1982 | 30 676   |
| 1990 | 33 444   |
| 1999 | 36 261   |
| 2006 | 37 332   |
| 2010 | 39 744   |

## Látnivalók
- Városi Múzeum – érdekessége Lesdiguiéres herceg mauzóleuma, Jacob Richier 17. századi alkotása.
- Lac de Serre-Poncon – a város keleti határában hatalmas földgát zárja el a Durance folyót, s ennek völgyében, valamint a bele ömlő Ubaye völgyében alakult ki a 3000 hektár területű mesterséges tó. A gát 123 méter magas. A tó keleti végében a Chateau de Picomtal vár áll.

## Testvérvárosok
- - Pinerolo
- - Traunstein